# Fei-Fei Li
Fei-Fei Li (chiń. upr. 李飞飞; chiń. trad. 李飛飛; pinyin Lǐ Fēifēi; ur. 1976 w Pekinie) – wykładowczyni informatyki na Uniwersytecie Stanforda, dyrektorka Stanford Artificial Intelligence Lab (SAIL) oraz Stanford Vision Lab. Od 2017 współzałożycielka AI4ALL, inicjatywy non-profit pracującej nad zwiększeniem różnorodności w sztucznej inteligencji. Fei-Fei Li zajmuje się obszarami rozpoznawania obrazów oraz neurokognitywistyki. Od 2016 roku pracuje w Google.

## Działalność naukowa
Li uzyskała licencjat z fizyki na Uniwersytecie Princeton w 1999 roku, kończąc studia z wyróżnieniem. Doktorat z elektrotechniki obroniła w 2005 roku na California Institute of Technology, uzyskując podczas studiów wsparcie ze stypendium The Paul & Daisy Soros Fellowships for New Americans. Pracowała na Wydziale Psychologii oraz Wydziale Elektrycznym i Inżynierii Komputerowej Uniwersytetu Illinois w Urbana-Champaign, jak również na Wydziale Informatyki oraz Wydziale Psychologii Uniwersytetu Princeton. W 2009 roku dołączyła jako adiunkt do Uniwersytetu Stanforda, gdzie w 2012 roku uzyskała tytuł profesora nadzwyczajnego.

## Badania
Fei-Fei Li w swoich badaniach zajmuje się rozpoznawaniem obrazów, neurokognitywistyką, neuronauką obliczeniową oraz analizą Big data. Jest autorką ponad 100 artykułów naukowych. Jej prace pojawiały się w czasopismach obejmujących takie dyscypliny, jak informatyka i neuronauka, m.in. w "Nature", "Proceedings of the National Academy of Sciences" i "Journal of Neuroscience".
Wśród jej najbardziej znanych prac znajduje się projekt ImageNet, który zrewolucjonizował obszar rozpoznawania wizualnego na dużą skalę.
Li otrzymała m.in. IBM Faculty Fellow Award w 2014 roku, Yahoo Labs FREP Award w 2012 roku, Alfred P. Sloan Fellowshipw 2011 roku, Google Research Award w 2010 i 2008 roku, NSF CAREER Award w 2009 roku oraz Microsoft Research New Faculty Fellowship w 2006 roku. Jej praca była opisywana m.in. w "The New York Times" oraz magazynie "Science".

## Życie osobiste
Mężem Fei-Fei Li jest Silvio Savarese, który kieruje Laboratorium Widzenia Komputerowego i Geometrii na Uniwersytecie Stanforda. Mają syna oraz córkę.